# تیجیانو
تیجیانو (به ایتالیایی: Tiggiano) یک کومونه در ایتالیا است که در استان لچه واقع شده‌است.

## خصوصیات
تیجیانو ۷٫۵ کیلومترمربع مساحت و ۲٬۹۲۸ نفر جمعیت دارد و ۱۲۸ متر بالاتر از سطح دریا واقع شده‌است.